# Sara Snogerup Linse

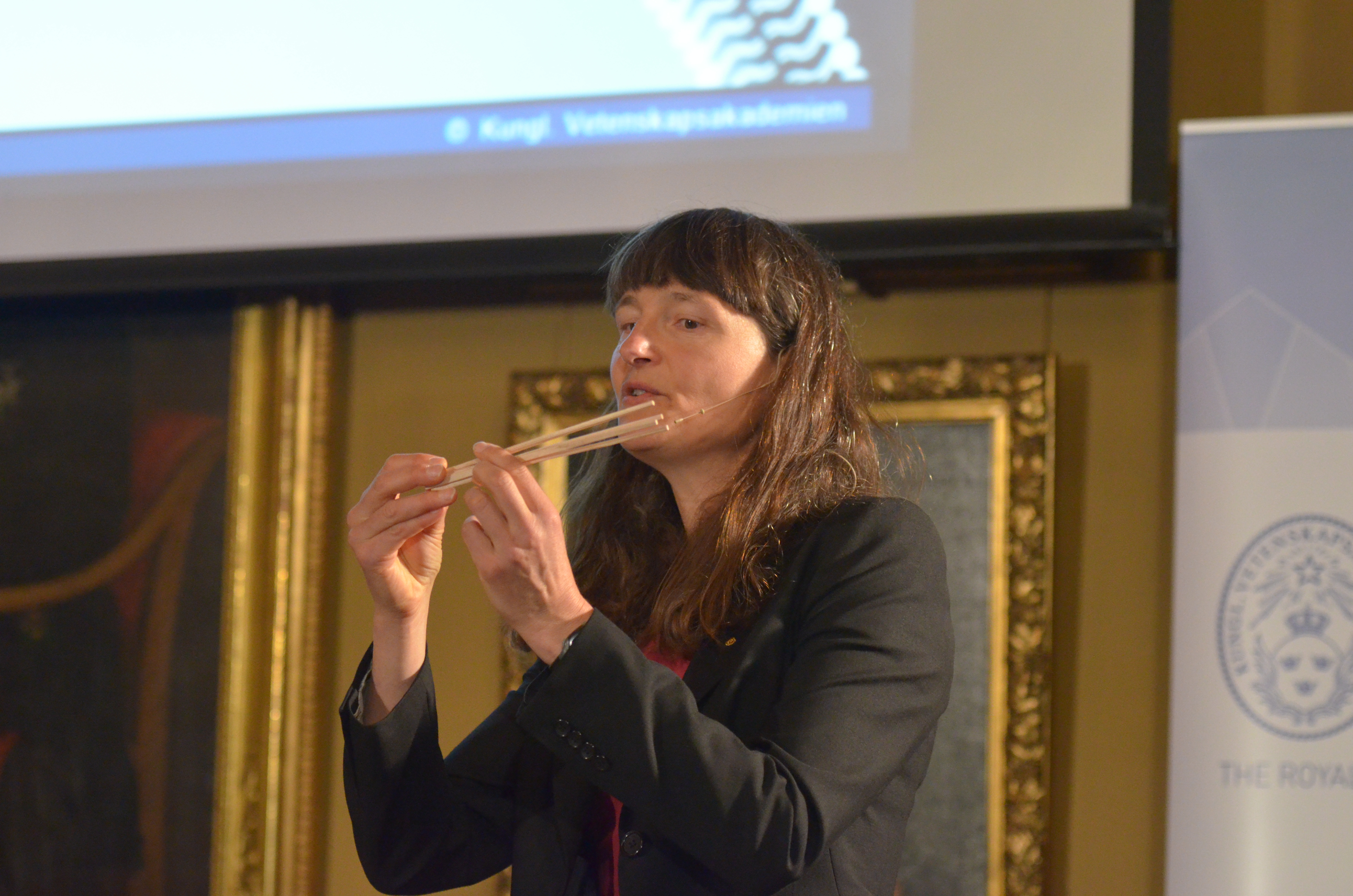
Sara Snogerup Linse presenterar forskningen om g-proteinkopplade receptorer av 2012 års nobelpristagare i kemi, vid annonseringen av pristagarna på Kungliga Vetenskapsakademien i oktober 2012

Sara Snogerup Linse, född 30 april 1962 i Lund, är en svensk kemist. 
Sara Snogerup är dotter till botanikerna Britt och Sven Snogerup. Hon avlade civilingenjörsexamen i kemiteknik 1985 efter att ha studerat i Lund och vid Stanford University och disputerade 1993 i fysikalisk kemi vid Lunds universitet. Hon blev 1997 docent i fysikalisk kemi i Lund, 2004 professor i fysikalisk kemi och 2009 professor i molekylär proteinvetenskap.
Hennes forskning gäller framför allt proteiners biofysikaliska kemi, bland annat deras bindningar, interaktioner och struktur.
Sara Snogerup Linse invaldes 2004 som ledamot av Kungliga Vetenskapsakademien och blev 2012 ledamot av Nobelkommittén för kemi. År 2014 tilldelades hon KTH:s stora pris.
Tillsammans med sin sambo Kyrre Thalberg har hon skrivit och illustrerat barnböcker om draken Kjetil, som även innehåller egenhändigt komponerade låtar. Den första i en serie "Kjetil lär sig flyga", kom ut 2011. Drakamöllan uppförde 2015–2016 Om draken Kjetil som opera för barn med musik av Andy Pape och libretto av Eva Sommestad Holten.